# 이미엽의 랄라라디오
《이미엽의 랄라라디오》는 대한민국의 국방FM에서 방송하는 음악 전문 프로그램이다

## 역사
2019년 4월 6일에 방송신설되었다.

## 역대 방송 시간
- 2019년 4월 6일 ~ 2019년 11월 3일 : 오후 14:00 ~ 16:00

## 진행
- 이미엽

## 코너 소개
- 월,금 - 매일 만나는 코너
- 한낮의 나이트
- 안녕까지 5분(with 개그맨 정명훈)

### 요일별 코너
- 월요일 - 장병 비대면 데이트
- 화요일 - 쌍바퀴
- 수요일 - 랄라홈쇼핑
- 목요일 - 랄라오락관
- 금요일 - 엽떼여
- 토요일 - 랄라 컬투쇼(with 피아니스트 이담)
- 일요일 - 나태주와 일요일엔 하이킥(with 태권트롯맨 나태주)

| 국방FM의 평일 프로그램     |                     |                       |
| 이전                       | 이미엽의 랄라라디오 | 다음                  |
| 사랑하는 내 아들           | 이미엽의 랄라라디오 | 국방FM 12시 뉴스      |
| 오전 10시 55분 ~ 오전 11시 | 오전 11시 ~ 낮 12시 | 낮 12시 ~ 낮 12시 5분 |
|                            |                     |                       |

| 국방FM의 주말 프로그램     |                     |                              |
| 이전                       | 이미엽의 랄라라디오 | 다음                         |
| 사랑하는 내 아들           | 이미엽의 랄라라디오 | 한강, 안소미의 트롯! 차차차! |
| 오전 10시 55분 ~ 오전 11시 | 오전 11시 ~ 낮 12시 | 낮 12시 ~ 오후 2시           |
|                            |                     |                              |